# Конкордія-Саджиттарія
Конкордія-Саджиттарія (італ. Concordia Sagittaria, вен. Concordia Sagitaria) — муніципалітет в Італії, у регіоні Венето, метрополійне місто Венеція.
Конкордія-Саджиттарія розташована на відстані близько 440 км на північ від Рима, 55 км на північний схід від Венеції.
Населення — 10 445 осіб (2014).
Покровитель — святий Степан.

## Демографія
Населення за роками:

Станом на 1 січня 2023 року в муніципалітеті офіційно проживало 529 іноземців з 49 країн, серед них 190 громадян країн Євросоюзу та 31 громадянин України.

## Релігія
- Центр Конкордіє-Порденонської діоцезії Католицької церкви.

## Сусідні муніципалітети
- Каорле
- Портогруаро
- Сан-Стіно-ді-Лівенца